# Barh Sara
Barh Sara é um dos 3 departamentos que compõe a região de Mandoul, ao sul do Chade. Sua capital é Moïssala.

## Subdivisões
Este departamento é dividido em 3 subprefeituras:
- Moïssala
- Bouna
- Dembo